# Cage (canção)
"Cage" é um single da banda japonesa de rock visual kei Dir en grey, lançado em 26 de maio de 1999 pela East West Japan. Foi produzido por Yoshiki do X Japan, que também toca piano na introdução da música.
O videoclipe foi apresentado no programa de televisão japonês Music Station. Enquanto o programa recebeu muitas reclamações por mostrar o conteúdo violento do single anterior, "Zan", o mesmo não aconteceu com "Cage".
Contando sobre a canção, o site CD Journal descreveu a melodia como triste e amedrontadora, com um "desenvolvimento intenso". Ele também mencionou o uso de palavrões na letra.

## Recepção
Alcançou a sexta posição na Oricon Albums Chart e ficou na parada por sete semanas.
Mejibray fez um cover de "Cage" para o álbum  CRUSH!3-90’s V-Rock best hit cover LOVE songs, que apresenta artistas visual kei recentes tocando músicas de bandas que foram importantes para o movimento nos anos 90. Ryo do Girugamesh também fez um cover em seu canal do YouTube.

## Faixas
| N.º            | Título          | Duração |  |
| 1.             | "Cage"          | 5:34    |  |
| 2.             | "「S」Z.Z. Mix" | 5:20    |  |
| Duração total: | Duração total:  | 10:54   |  |

## Créditos
Dir en grey
- Kyo (京) – vocais
- Kaoru (薫) – guitarra
- Die – guitarra
- Toshiya – baixo
- Shinya – bateria

Créditos adicionais
- Yoshiki – produção, piano
- Chris Vrenna – mixagem